# Amy Pieters
Amy Pieters (Haarlem, 1º giugno 1991) è una ciclista su strada e pistard olandese, attiva tra le Elite dal 2010. Su strada ha vinto il titolo europeo 2019 in linea, mentre su pista si è aggiudicata tre titoli mondiali nell'americana in coppia con Kirsten Wild.

## Palmarès

### Strada
- 2009 (Juniores)

Campionati olandesi, Prova in linea Juniores
- 2013 (Argos-Shimano, una vittoria)

Noordwijk Classic
- 2014 (Team Giant-Shimano, tre vittorie)

2ª tappa Tour of Qatar (Al Zubarah > Shamal City)
Omloop Het Nieuwsblad
Grote Prijs Stad Waregem
- 2015 (Team Liv-Plantur, due vittorie)

Grote Prijs Stad Waregem
Prologo Route de France (Enghien-les-Bains, cronometro)
- 2016 (Wiggle-High5, tre vittorie)

Grote Prijs Stad Waregem
2ª tappa Women's Tour (Atherstone > Stratford-upon-Avon)
Prologo Route de France (San Quintino, cronometro)
- 2017 (Boels-Dolmans Cycling Team, due vittorie)

1ª tappa, 1ª semitappa Healthy Ageing Tour (Grijpskerk > Grijpskerk)
2ª tappa Women's Tour (Stoke-on-Trent > Staffordshire)
- 2018 (Boels-Dolmans Cycling Team, cinque vittorie)

Women's WorldTour Ronde van Drenthe
2ª tappa Healthy Ageing Tour (Westerkwartier > Grootegast)
Classifica generale Healthy Ageing Tour
3ª tappa Emakumeen Bira (Aretxabaleta > Aretxabaleta)
Grand Prix de Plouay
- 2019 (Boels-Dolmans Cycling Team, una vittoria)

Campionati europei, Prova in linea
- 2021 (Team SD Worx, tre vittorie)

Nokere Koerse
Campionati olandesi, Prova in linea
2ª tappa Women's Tour (Walsall > Walsall)

#### Altri successi
- 2012 (Skil-Argos)

Classifica giovani Energiewacht Tour
- 2013 (Argos-Shimano)

Classifica giovani Giro del Belgio
- 2014 (Team Giant-Shimano)

Classifica giovani Tour of Qatar
- 2016 (Wiggle-High5)

Campionati olandesi, Prova per club
- 2017 (Boels-Dolmans Cycling Team)

2ª tappa Healthy Ageing Tour (Baflo, cronosquadre)
Vargarda UCI Women's WorldTour TTT (cronosquadre)
Campionati olandesi, Prova per club
- 2018 (Boels-Dolmans Cycling Team)

3ª tappa, 2ª semitappa Healthy Ageing Tour (Stadskanaal, cronosquadre)
Vargarda UCI Women's WorldTour TTT (cronosquadre)
- 2019 (Boels-Dolmans Cycling Team)

Campionati europei, Staffetta mista (con la Nazionale olandese)
Campionati del mondo, Staffetta mista (con la Nazionale olandese)
- 2021 (Team SD Worx)

Classifica a punti Healthy Ageing Tour

### Pista
- 2010

Campionati olandesi, Americana (con Roxane Knetemann)
- 2011

1ª prova Coppa del mondo 2011-2012, Inseguimento a squadre (Astana, con Ellen van Dijk e Kirsten Wild)
- 2012

Campionati europei Juniores & U23, Inseguimento individuale Under-23
- 2013

Campionati olandesi, Americana (con Kelly Markus)
- 2014

Campionati olandesi, Americana (con Kelly Markus)
- 2015

Campionati olandesi, Scratch
- 2017

Campionati olandesi, Inseguimento individuale
- 2018

Campionati olandesi, Inseguimento individuale
Campionati olandesi, Americana (con Kirsten Wild)
- 2019

6ª prova Coppa del mondo 2018-2019, Americana (Hong Kong, con Kirsten Wild)
Campionati del mondo, Americana (con Kirsten Wild)
1ª prova Coppa del mondo 2019-2020, Americana (Minsk, con Kirsten Wild)
Campionati olandesi, Inseguimento individuale
Campionati olandesi, Corsa a punti
Campionati olandesi, Americana (con Kirsten Wild)
- 2020

Campionati del mondo, Americana (con Kirsten Wild)
- 2021

Campionati del mondo, Americana (con Kirsten Wild)

## Piazzamenti

### Grandi Giri
- Giro d'Italia

2011: 73ª
2013: 40ª
2014: 66ª
2018: 31ª
2019: 55ª
2020: 32ª

### Competizioni mondiali

#### Strada
- Campionati del mondo

Città del Capo 2008 - Cronometro Juniores: 4ª
Città del Capo 2008 - In linea Juniores: 25ª
Limburgo 2012 - Cronosquadre: 11ª
Toscana 2013 - Cronosquadre: 7ª
Toscana 2013 - In linea Elite: ritirata
Ponferrada 2014 - Cronosquadre: 8ª
Ponferrada 2014 - In linea Elite: ritirata
Richmond 2015 - In linea Elite: 46ª
Doha 2016 - In linea Elite: 32ª
Bergen 2017 - Cronosquadre: 2ª
Bergen 2017 - In linea Elite: 45ª
Innsbruck 2018 - Cronosquadre: 2ª
Innsbruck 2018 - In linea Elite: 8ª
Yorkshire 2019 - Staffetta mista: vincitrice
Yorkshire 2019 - In linea Elite: 19ª
Imola 2020 - In linea Elite: 34ª
Fiandre 2021 - In linea Elite: 30ª
- Coppa del mondo/World Tour

CdM 2012: 43ª
CdM 2013: 7ª
CdM 2014: 17ª
CdM 2015: 14ª
WWT 2016: 15ª
WWT 2017: 31ª
WWT 2018: 7ª
WWT 2019: 7ª
WWT 2020: 15ª
WWT 2021: 21ª

#### Pista
- Campionati del mondo

Pruszków 2009 - Inseguimento a squadre: 4ª
Ballerup 2010 - Inseguimento a squadre: 5ª
Minsk 2013 - Inseguimento individuale: 14ª
Apeldoorn 2018 - Americana: 2ª
Pruszków 2019 - Americana: vincitrice
Berlino 2020 - Americana: vincitrice
Roubaix 2021 - Americana: vincitrice
- Giochi olimpici

Londra 2012 - Inseguimento a squadre: 6ª
Tokyo 2021 - Americana: 4ª

### Competizioni europee
- Campionati europei su strada

Stresa 2008 - Cronometro Juniores: 15ª
Ankara 2010 - Cronometro Under-23: 23ª
Offida 2011 - In linea Under-23: 32ª
Olomouc 2013 - Cronometro Under-23: 17ª
Olomouc 2013 - In linea Under-23: 11ª
Plumelec 2016 - In linea Elite: 44ª
Herning 2017 - In linea Elite: 23ª
Alkmaar 2019 - Staffetta mista: vincitrice
Alkmaar 2019 - In linea Elite: vincitrice
Plouay 2020 - In linea Elite: 10ª
Trento 2021 - Staffetta mista: 3ª
Trento 2021 - In linea Elite: 16ª
- Campionati europei su pista

Gand 2009 - Omnium Endurance: 8ª
Apeldoorn 2011 - Corsa a punti: 7ª
Anadia 2012 - Inseg. individuale Under-23: vincitrice
Berlino 2017 - Americana: 3ª
Glasgow 2018 - Corsa a eliminazione: 4ª
Glasgow 2018 - Americana: 3ª
Apeldoorn 2019 - Americana: 3ª
- Giochi europei

Minsk 2019 - In linea: 30ª